# Kocurany
Kocurany (em húngaro: Kocurány) é um município da Eslováquia, situado no distrito de Prievidza, na região de Trenčín. Tem 4,17 km² de área e sua população em 2018 foi estimada em 519 habitantes.

## Demografia
| Ano:        | 1994 | 2004    | 2014    | 2024   |
| ----------- | ---- | ------- | ------- | ------ |
| Broj ljudi: | 333  | 402     | 512     | 528    |
| Razlika:    |      | +20,72% | +27,36% | +3,12% |

| Ano:               | 2023 | 2024   |
| ------------------ | ---- | ------ |
| Número de pessoas: | 535  | 528    |
| Diferença:         |      | -1,30% |